# Henryk (kardynał S. Prisca)
Henryk (zm. ok. 1130) – kardynał prezbiter S. Prisca, mianowany prawdopodobnie przez papieża Honoriusza II w 1129 roku. 14 lutego 1130 wziął udział w wyborze antypapieża Anakleta II i podpisał jego bullę z dnia 24 kwietnia 1130.